# STS-98
STS-98 var en flygning i det amerikanska rymdfärjeprogrammet till Internationella rymdstationen ISS, med rymdfärjan Atlantis. Den sköts upp från Pad 39A vid Kennedy Space Center i Florida den 7 februari 2001. Efter nästan tretton dagar i omloppsbana runt jorden återinträdde rymdfärjan i jordens atmosfär och landade vid Edwards Air Force Base i Kalifornien.
Flygningens huvudmål var att leverera den amerikanska laboratoriemodulen Destiny till stationen. Atlantis dockade med stationen den 9 februari.

## Väckningar
Under Geminiprogrammet började NASA spela musik för besättningar och sedan Apollo 15 har man varje "morgon" väckt besättningen med ett musikstycke, särskilt utvalt antingen för en enskild astronaut eller för de förhållanden som råder.
| Dag | Låt                            | Artist/Kompositör  |
| --- | ------------------------------ | ------------------ |
| 2   | "Where You At"                 | Zoot Sims          |
| 3   | "Who Let The Dogs Out"         | Baha Men           |
| 4   | "Girl's Breakdown"             | Alison Brown       |
| 5   | "An der schönen blauen Donau"  | Johann Strauss Jr. |
| 6   | "Fly Me to the Moon"           | Frank Sinatra      |
| 7   | "For Those About to Rock"      | AC/DC              |
| 8   | "To the Moon and Back"         | Savage Garden      |
| 10  | "The Trail We Blaze"           | Elton John         |
| 11  | "Blue (Da Ba Dee)"             | Eiffel 65          |
| 12  | "Fly Away"                     | Lenny Kravitz      |
| 14  | "Should I Stay or Should I Go" | The Clash          |